# Бобово
Бобово (пол. Bobowo, нім. Bobau) — село в Польщі, у гміні Бобово Староґардського повіту Поморського воєводства.
Населення — 1409 осіб (2011).
У 1975-1998 роках село належало до Гданського воєводства.

## Демографія
Демографічна структура станом на 31 березня 2011 року:
|          | Загалом | Допрацездатний вік | Працездатний вік | Постпрацездатний вік |
| -------- | ------- | ------------------ | ---------------- | -------------------- |
| Чоловіки | 704     | 180                | 470              | 54                   |
| Жінки    | 705     | 181                | 416              | 108                  |
| Разом    | 1409    | 361                | 886              | 162                  |